# Elatostema strictum
Elatostema strictum är en nässelväxtart som beskrevs av Franz Reinecke. Elatostema strictum ingår i släktet Elatostema och familjen nässelväxter. Inga underarter finns listade i Catalogue of Life.